# رودريغو مويا
رودريغو مويا (بالإسبانية: Rodrigo Moya)‏ هو لاعب كرة قدم ومدرب كرة قدم تشيلي في مركز ظهير ‏، ولد في 25 مايو 1994 في سانتياغو في تشيلي. لعب مع ديبورتيس ماجالانز ونادي أونيفرسيداد دي تشيلي ونادي كوكيمبو أونيدو.

## وصلات خارجية
- رودريغو مويا على موقع قاعدة بيانات كرة القدم.إي يو (الإنجليزية)
- رودريغو مويا على موقع Soccerway.com (الإنجليزية)